# Fest der Liebe (Lied)
Fest der Liebe ist die dritte Single des deutschen Comedytrios Y-Titty. Das Lied wurde am 30. November 2012 auf YouTube, Amazon und iTunes veröffentlicht.

## Produktion
Fest der Liebe wurde wie bei den Singles Ständertime und Der letzte Sommer von Emanuel Uch (TheEmU) produziert. Veröffentlicht wurde der Song unter dem Musiklabel Groove Attack. Den Liedtext schrieb Philipp Laude (Phil). Das Musikvideo wurde parallel des Songs, am 30. November 2012 auf der Videoplattform YouTube hochgeladen. Das Video wurde mit vielen anderen Youtubern aufgenommen. Darunter Sexy Julia, HuckBros, Boogeyman Kurt und die Comedy-Gruppe Ponk. Den offiziellen Remix der Single produzierte der DJ und Musikproduzent ENBK.

## Aussage
Y-Titty kritisieren im Song hauptsächlich Konsum und Stress rund um Weihnachten. Stattdessen solle der Tag als Jesus Geburtstag gefeiert werden. Im Video dazu wird auch gezeigt, wie die Menschen Weihnachten falsch interpretieren und es nicht schaffen diesen Tag zum Fest der Liebe zu machen. Es wird auf die Videos von Ständertime und Der letzte Sommer hingewiesen. Beispielsweise tritt der „Trommler“, welcher in Ständertime mit Trommel und in Der letzte Sommer mit Akkordeon gezeigt wurde, mit Geige auf.

## Rezeption
In einer Sonderauswertung von Media Control erreichte der Titel Platz vier der erfolgreichsten Weihnachtssongs 2012 in den deutschen Singlecharts.
| ChartsChartplatzierungen | Höchstplatzierung | Wochen |
| ------------------------ | ----------------- | ------ |
| Deutschland (GfK)        | 27 (4 Wo.)        | 4      |
| Österreich (Ö3)          | 28 (1 Wo.)        | 1      |
| Schweiz (IFPI)           | 53 (1 Wo.)        | 1      |